# Edward Montagu-Granville-Stuart-Wortley, 1. Earl of Wharncliffe

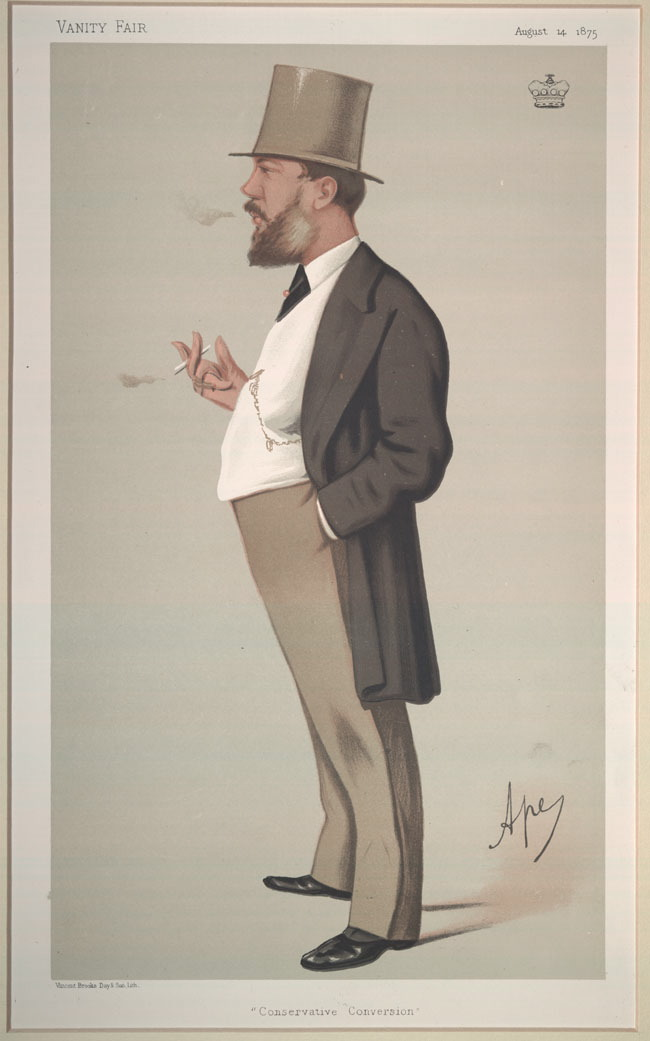
Lord Wharncliffe, Karikatur von Carlo Pellegrini von 1875

Edward Montagu-Granville-Stuart-Wortley, 1. Earl of Wharncliffe (* 15. Dezember 1827; † 13. Mai 1899) war ein britischer Adliger, Offizier und Industrieller.
Er wurde als Edward Stuart-Wortley als ältester Sohn von John Stuart-Wortley, 2. Baron Wharncliffe, und dessen Frau Georgina, einer Tochter von Dudley Ryder, 1. Earl of Harrowby geboren.
Im Mai 1846 trat er in die British Army ein und erwarb ein Offizierspatent als Ensign und Lieutenant der Grenadier Guards. 1851 schied er aus dem aktiven Armeedienst aus. Beim Tod seines Vaters erbte er 1855 dessen Adelstitel als 3. Baron Wharncliffe und wurde dadurch Mitglied des House of Lords. Von 1859 bis 1861 diente er als Lieutenant-Colonel der 1st West Yorkshire Yeomanry und ab 1861 als Lieutenant-Colonel der 2nd West Yorkshire Rifle Yolunteers. Er war Vorsitzender der Manchester, Sheffield and Lincolnshire Railway, die unter seiner Führung in der Great Central Railway aufging, deren Vorsitz er ebenfalls übernahm. Am 15. Januar 1876 wurde er zum Earl of Wharncliffe und Viscount Carlton erhoben. Er änderte zweimal seinen Familiennamen: 1845 von Stuart-Wortley in Stuart-Wortley-Mackenzie und schließlich 1880 in Montagu-Granville-Stuart-Wortley.
Er heiratete am 4. Juli 1855 Lady Susan Charlotte Lascelles, eine Tochter von Henry Lascelles, 3. Earl of Harewood, und dessen Frau Lady Louisa Thynne. Sie hatten einen Sohn, John Henry, der bereits im Januar 1857 mit neun Monaten starb. Aufgrund einer besonderen Erbregelung erbte sein Neffe und Generalerbe Francis John Montagu-Stuart-Wortley auch seine Adelstitel.